# ودرفورد
ودرفورد (به انگلیسی: Weatherford) یکی از بزرگترین شرکت‌های خدمات نفت و گاز جهان است. شرکت ودرفورد ارائه دهنده محصولات و خدمات حفاری بوده و در زمینه ارزیابی مخازن، حفاری و تکمیل چاه و تأمین دکل‌های حفاری، همراه با ساخت خطوط لوله فعالیت می‌نماید.
ساختمان مرکزی شرکت ودرفورد در کشور سوئیس قرار دارد. این شرکت در حال‌حاضر در بیش از ۱۰۰ کشور در سراسر جهان فعالیت می‌کند و تعداد کارکنان آن بیش از ۵۸،۰۰۰ نفر می‌باشد. در طول سال‌های گذشته، شرکت ودرفورد حضور قابل‌توجهی در خاورمیانه داشته‌است.